# Bulbophyllum mutabile
Bulbophyllum mutabile là một loài phong lan thuộc chi Bulbophyllum.